# Ру, Пьер Поль Эмиль
Пьер Поль Эмиль Ру (фр. Pierre Paul Émile Roux; 17 декабря 1853, Конфолан, Шаранта, Франция — 3 ноября 1933, Париж, Франция) — французский бактериолог.
Член Парижской академии наук (1899), иностранный член Лондонского королевского общества (1913), иностранный почётный член Российской академии наук (1925).

## Биография

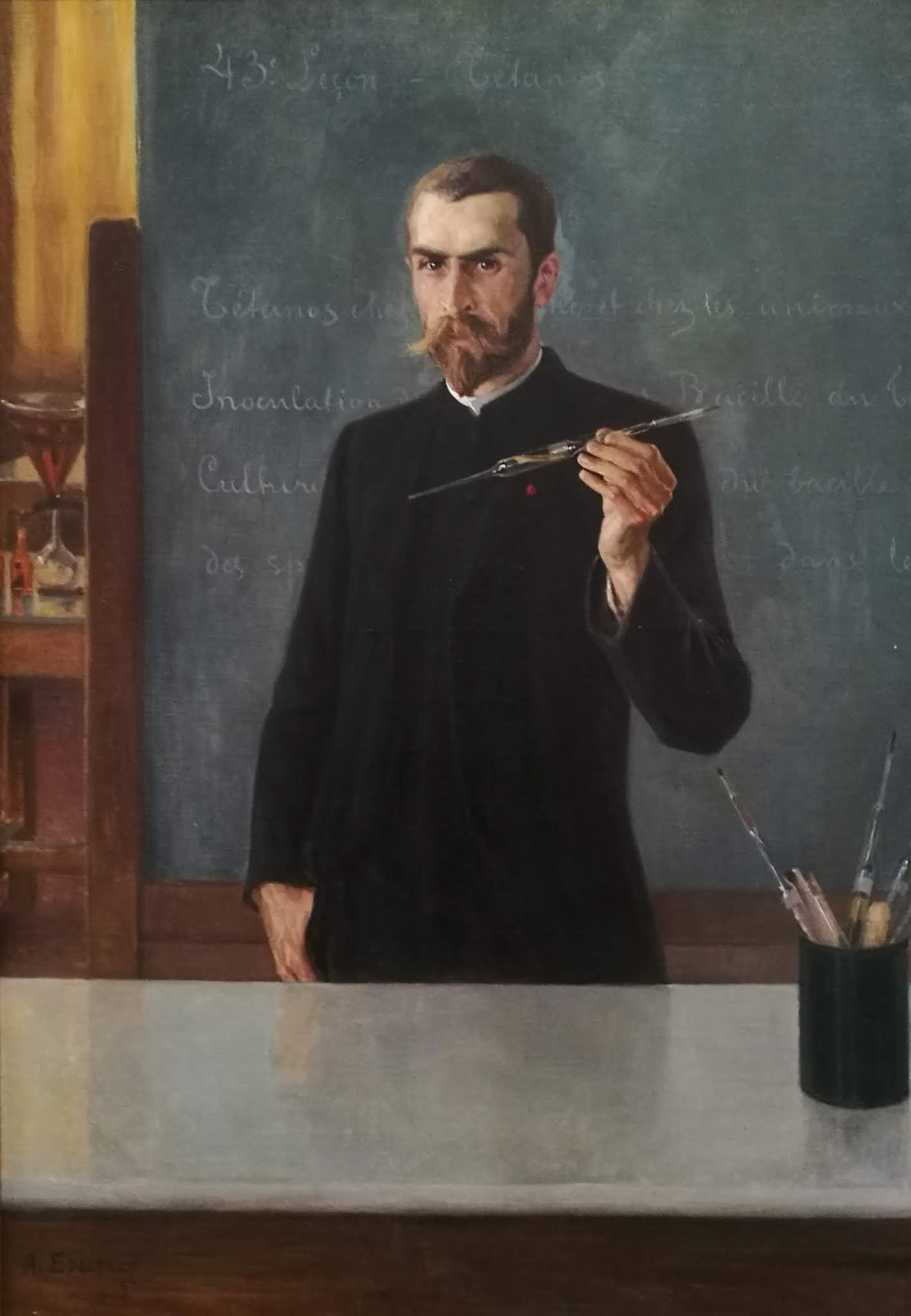
Портрет Эмиля Ру кисти Альберта Эдельфельта, 1896 г.

С 1877 года был ассистентом Пастера при химической лаборатории Высшей нормальной школы, где вместе с Шамберланом занимался исследованием сибирской язвы. При основании Института Пастера получил назначение при этом учреждении, а в 1895 году сделался вице-директором этого института. Работы Ру, которые он выполнял частью единолично, частью в сотрудничестве с Мечниковым, Шамберланом, Йерсеном и другими, относятся, главным образом, к бешенству, дифтерии и столбняку.
Особенно прославился Ру своими «Contributions à l’etude de la diphthérie» (в «Annales de l’Institut Pasteur», 1888, 1889 и 1890), в которых им пролит свет на этиологию дифтерии. Он доказал, что все общие явления дифтерии — упадок сердечной деятельности, параличи и прочее — вызываются выделяемым дифтерийной палочкой ядовитым веществом (токсином) и что вещество это, введённое в организм, вызывает эти явления само по себе, при полном отсутствии в организме дифтерийных микробов. Это исследование Ру послужило исходным моментом для серотерапии, в применении к дифтерии, вследствие чего парижские академии, медицинская и наук, свои премии за открытие специфического способа лечения дифтерии разделили между Берингом и Ру. Он стал также изготовлять противодифтерийную сыворотку самостоятельно и одновременно с Берингом.
В последующие годы Ру неутомимо посвятил себя многим исследованиям в области микробиологии и практической иммунологии столбняка, туберкулёза, сифилиса и пневмонии. Он был избран членом Королевской шведской академии наук в 1900 году. В 1904 году он был назначен на прежнюю должность Пастера в качестве генерального директора Института Пастера.